# Itinerarium Antonini
Itinerarium Antonini (titlul integral în latină Itinerarium Antonini Augusti) este un ghid de călătorie din Roma antică, care recenzează orașele-etapă din Imperiul Roman, și distanțele care le separă. Este cunoscut în zilele noastre  prin douăzeci de manuscrise care vin din secolul al VII-lea până în secolul al XV-lea.

## Prezentare
Face parte din  itineraria adnotata, cu alte cuvinte, contrar documentului Tabula Peutingeriana, Itinerarium nu are reprezentări cartografice. 
Acoperă o mare parte din lumea romană, dar nu în totalitatea ei, fără să se știe de ce. 
El recenzează și descrie 372 de drumuri pe 85.000 de kilometri în tot imperiul.
Nu se știe cu certitudine care era uzul lui. Nu pare că ar fi fost destinat călătorilor privați, dar ar putea fi vorba de o culegere de mansiones care cuprindeau hambare în care se stocau provizii. Unele părți ar putea să corespundă cu rutele  folosite de cursus publicus sau de călătoriile imperiale particulare. Descrie rute, mai degrabă decât traseul drumurilor romane de-a lungul lungimii lor.

## Datare
Titlul lucrării induce în eroare: În starea actuală, el nu datează din timpul domniei împăratului Antoninus Pius, ci mai degrabă de la sfârșitul secolului al III-lea, adică din timpul domniei împăratului Diocletian. Totuși probabil a izvorât din ancheta cerută de Iulius Caesar și dusă la capăt de către Augustus. În ciuda numeroaselor erori pe care le conține, mai cu seamă cifre, și care conduc la un uz delicat, este o sursă foatre prețioasă asupra geografiei Imperiului, mulțumită rarității unor asfel de surse.
O parte din document descrie Itinerarul maritim de la Roma la Arles. Potrivit lui René Lugan, această parte este un document redactat în a doua jumătate a secolului  I și adăugat apoi itinerarului terestru.

## Orașe dispărute
Studiul Itinerarului lui Antoninus scoate în evidență existența mai multor orașe astăzi dispărute; de exemplu, între Burdigala și Mediolanum Santonum, stațiunile Tamnum și Novioregum, fără îndoială situate în Consac și pe situl gallo-roman de la Barzan.